# Estérençuby
Estérençuby en francés y oficialmente, Ezterenzubi en euskera, es una localidad y comuna francesa, situada en el departamento de Pirineos Atlánticos, en la región de Aquitania. Pertenece al territorio histórico vascofrancés de Baja Navarra y al País de Cize. Limita con España al sur.
Administrativamente también depende del Distrito de Bayona y del Cantón de Montaña Vasca.

## Demografía
| Gráfica de evolución demográfica de Estérençuby entre 1851 y 2012 |
|                                                                   |

Fuentes: Ldh/EHESS/Cassini e INSEE.

## Historia
Los habitantes de Estérençuby eran del "País de Cize" y construyeron varias granjas. Estérençuby estaba constituida por tierras indivisas de las comunas de Ahaxe-Alciette-Bascassan, Aincille, Bustince-Iriberry, Çaro, Lecumberry, Mendive, Saint-Jean-le-Vieux y Saint-Michel, cada casa dependía de la comuna de origen. El 11 de junio de 1842 los habitantes lograron su constitución como comuna.

## Lugares y villas
- Beherobie
- Estérenguibel
- Etchébarnéa
- Jauberria
- Mendiburua
- Ottarenia
- Phagalcette
- Zubialdea

## Patrimonio
- La iglesia de Nuestra Señora[4] data del siglo XIX.

|  |  |  |

## Personajes
- Manex Etxamendi (1873-1960), escritor. Fue alcalde de la localidad.
- Eñaut Etxamendi (1935-), escritor.
- Manex Goihenetxe (1942-2004), historiador.